# Ettore Mo
Ettore Mo (Borgomanero, 1º aprile 1932 – Arona, 9 ottobre 2023) è stato un giornalista, scrittore e viaggiatore italiano, tra i più famosi corrispondenti di guerra, inviato speciale del Corriere della Sera.
Viene ricordato per i grandi servizi speciali e le storie di ogni angolo del mondo che spesso raccolse in volumi, anche se egli sosteneva bonariamente di non averne scritto nessuno, in quanto erano in origine articoli per il suo giornale, poi raccolti dagli editori in libri.

## Biografia
Nel 1962 si presentò al corrispondente da Londra del Corriere della Sera, Piero Ottone, per ottenere un posto come giornalista e venne assunto nella sede londinese del Corriere. Negli anni precedenti aveva girato il mondo, come da lui raccontato:
Lavorò prima a Roma e poi a Milano, dove si occupò di musica e teatro, fino al 1979, quando ottenne il primo incarico come inviato speciale. Il direttore del Corriere, Franco Di Bella, lo mandò in Iran, a Teheran, dove l'Ayatollah Khomeini era appena tornato dall'esilio ed aveva preso il potere .
Sempre nello stesso anno compì il primo viaggio in Afghanistan, paese per il quale nutrì sempre un amore particolare e di cui diventò uno dei massimi conoscitori. Negli anni successivi ritornerà svariate volte in quel Paese, entrandovi da clandestino e travestito da mujaheddin, e ne percorse le montagne con ogni mezzo. Intervistò più volte Aḥmad Shāh Masʿūd, il "Leone del Panshir" (il loro primo incontro risale al 1981), di cui ha detto:
Luigi Baldelli, fotografo, fu il suo compagno di viaggio e di lavoro dal 1995, anno nel quale si incontrarono a Sarajevo durante la guerra di Bosnia. Ettore Mo si occupò per oltre vent'anni di politica estera: raccontò in prima persona tutte le crisi mondiali e intervistò i maggiori protagonisti del XX secolo, sempre secondo la sua filosofia, per la quale per un giornalista l'importante è essere sul posto, vedere con i propri occhi, poter ascoltare dai testimoni diretti quanto è accaduto e poterlo riportare in prima persona. Anche dopo il pensionamento continuò a girare il mondo in cerca di storie da raccontare ai lettori del suo giornale:
Ettore Mo fu autore di una delle ultime interviste rilasciate da Luciano Pavarotti, al Corriere della Sera, in cui il tenore modenese raccontava la sua lotta contro la malattia. 
Morì ad Arona la sera del 9 ottobre 2023, all'età di 91 anni.

## Vita privata
Ebbe tre figli, Deborah, Daniela e Damiano.

## Opere
- La peste, la fame, la guerra. Afghanistan Kurdistan Iran Iraq Medio Oriente Cambogia India Centro America, a cura di M. Sorteni, Milano, Hoepli, 1987, ISBN 978-88-203-1615-0.
- Kabul Kabul. Cronache della guerra afghana, con Valerio Pellizzari, Firenze, Vallecchi, 1989, ISBN 978-88-252-1801-5.
- Afghanistan. Dall'invasione fallita alla crisi dei mujaidin, Presentazione di Bruno Vespa, libro+ Vhs (Storia di un'invasione fallita, di Franco Nerozzi, serie Reporter italiano di Odeon TV), Edizioni Fotogramma, 1989.
- Sporche guerre. Dall'Afghanistan ai Balcani le avventure e gli incontri di un grande inviato, Collana Saggi italiani, Milano, Rizzoli, 1999, ISBN 978-88-178-6067-3.
- Alla guerra in bicicletta, Collana Saggi italiani, Milano, Rizzoli, 2000, ISBN 978-88-178-5019-3.
- Gulag e altri inferni. Un grande viaggiatore tra le rovine della Storia, Collana Saggi italiani, Milano, Rizzoli, 2001, ISBN 978-88-178-6749-8.
- Kabul, Collana Saggi italiani, Milano, Rizzoli, 2001, ISBN 978-88-178-6989-8.
- Afghanistan, con Franco Marinelli e Pierre Cambon, fotografie di Luigi Baldelli, Touring Club Italiano, 2002-2006, ISBN 978-88-365-2762-5.
- I dimenticati. Un grande cronista nei mondi al margine della globalizzazione, fotografie di Luigi Baldelli, Milano, Rizzoli, 2003, ISBN 978-88-178-7270-6.
- Treni. Nove viaggi ai confini del mondo e della storia, Collana Saggi italiani, Milano, Rizzoli, 2004, ISBN 978-88-170-0434-3.
- Resistenze, Olmis, 2005, ISBN 978-88-756-2021-9.
- Fiumi. Lungo le grandi strade d'acqua del pianeta, Collana Saggi italiani, Milano, Rizzoli, 2006, ISBN 978-88-170-1162-4.
- Ma nemmeno malinconia. Storia di una vita randagia, Collana Saggi italiani, Milano, Rizzoli, 2007, ISBN 978-88-170-1773-2.
- Lontani da qui. Storie di ordinario dolore dalla periferia del mondo, Collana Saggi italiani, Milano, Rizzoli, 2009, ISBN 978-88-170-3057-1.
- Diario dall'Afghanistan, fotografie di Luigi Baldelli, Collana Margini a fuoco n.14, Massa, Transeuropa Edizioni, 2012, ISBN 978-88-758-0168-7.

## Filmografia
- Jung - nella terra dei mujaheddin. - Documentario di Alberto Vendemmiati e Fabrizio Lazzaretti, con Ettore Mo, Gino Strada e Kate Rowlands. 1999/2000.

## Premi e riconoscimenti
- 1974 Rosa d'oro del Garda
- 1980 Premiolino
- 1981 Max David
- 1982 Premio Saint Vincent
- 1984 Giornalista dell'anno
- 1985 Premio Hemingway
- 1990 Premio Navicella (RAI)
- 1996 Premio Atena
- 1997 Premio giornalistico televisivo Ilaria Alpi
- 1997 Premio Jack London
- 1998 Premio Luigi Barzini all'inviato speciale
- 1999 Premio Spoleto per il giornalismo
- 1999 Premio Amalfi
- 1999 Premio Ambiente
- 1999 Premio "È giornalismo"
- 1999 Premio “Alfio Russo”
- 2002 Premio Hemingway
- 2002 Sirmione Catullo
- 2002 Angelo dell'Anno
- 2002 Premio Nazionale Rhegium Julii, Giornalismo[2]
- 2003 Premio Neos Porsche Italia
- 2003 Premio Montanelli per la scrittura
- 2003 Luigino d'oro
- 2003 Premio Antonio Russo
- 2005 Premio Saint Vincent alla carriera
- 2005 Premio Corrado Alvaro
- 2006 Premio Boffenigo-Verona
- 2006 Premio Bruce Chatwin
- 2006 Premio “Cesare Angellini”
- 2006 Penna della Pace
- 2006 Ombrellino d'oro (Gignese)
- 2000 Premio “Marco Lucchetta”
- 2008 Premio “Lamberti Sorrentino”
- 2008 Premio “Grinzane Montagna”
- 2008 Guido Vergani, “Cronista dell'Anno”

Premi letterari
- 1988 L'Aquila d'Oro, Premio Estense – “La Peste, la Fame, la Guerra”, Hoepli
- 2002 Rhegium Juli Award
- 2003 Premio "Città di Arona - Gian Vincenzo Omodei Zorini"
- 2004 L'Aquila d'Oro, Premio Estense - “I Dimenticati”, Rizzoli
- 2004 Premio Stresa “I Dimenticati”

Riconoscimenti
- 2006 Sigillo Longobardo